# Ignác Oderlický
Ignác Oderlický (26. července 1710 Uničov – 31. března 1761 Uničov) byl malíř, autor fresek a štafíř, který se řadí mezi tzv. moravské rokokové umělce.

## Život
Narodil se v rodině uničovského měšťana Františka Oderlického a jeho ženy Anny Marie. Vyučil s malířství a štafírování a jako malířský tovaryš působil v Olomouci. V roce 1732 se stal uničovským měšťanem. V roce 1736 působil jako štafíř v uničovském klášterním kostele Povýšení svatého Kříže. Jeho tvorba byla zaměřena hlavně na venkovské kostely.
Byl ovlivněn současníkem J. K. Handkem, jehož dílo mu bylo vzorem, zvláště výzdoba v kapli Božího Těla v Olomouci nebo v zámecké kaple ve Velkých Losinách.
V Olomouci se poznal se svou ženou Kateřinou Beerovou, z jejichž svazku se narodily tři děti. V jeho stopách šel nejstarší syn Jan Antonín.

## Dílo
- obrazy Kristus na kříži a sv. Tekla pro klášterní kostel Povýšení svatého Kříže v Uničově[5]
- obraz Smrt sv. Josefa v kostele Nanebevzetí Panny Marie v Uničově[5]
- čtyřicátá léta 18. století – fresková výzdoba kostela Narození Panny Marie v Novém Malíně[6]
- 1746 – fresková výzdoba klenby kaple sv. Anny v Horním Městě[6]
- 1748 – nástěnný hlavní oltář kostela Nanebevzetí Panny Marie v Jeseníku nad Odrou[6]
- 1752 – fresková výzdoba klenby kostela Nejsvětější Trojice v Kopřivné[6]
- 1752 – fresky v kapli Narození Panny Marie v Trhavicích u Norberčan (fresky transferovány a částečně osazeny v olomoucké radnici a v kostele Panny Marie Sněžné v Olomouci)[7]
- 1755 – fresková výzdoba klenby kostela sv. Barbory v Šumperku[6][8]
- 1755 – fresková výzdoba kaple sv. Jana Nepomuckého přistavěného ke kostelu Zvěstování Panny Marie v Šumperku[4]
- 1755 – fresková výzdoba kostela sv. Jana Křtitele v Šumperku
- padesátá léta 18. století kostel sv. Jiljí v Úsově. Obrazy Kající se Magdaléna a Svatý Petr.[4]
- 1755 – kostel Rozeslání apoštolů v Písařově, deskový obraz Svaté Barbory byl vytvořen za pobytu v Šumperku a pak darován do Písařova.